# Campionati del mondo di ciclismo su strada 2014 - Cronometro a squadre maschile
La cronometro a squadre maschile dei Campionati del mondo di ciclismo su strada 2014 fu corsa il 21 settembre 2014 in Spagna, con partenza ed arrivo a Ponferrada, su un percorso totale di 57,1 km. La squadra statunitense BMC Racing Team vinse la gara con il tempo di 1h03'29" alla media di 57,1 km/h.
Fu la terza edizione di una gara dei campionati del mondo di ciclismo su strada riservata alle squadre di club e non alle nazionali. Presero il via, concludendo tutte la prova, 29 squadre.

## Classifica
| Pos. | Squadra                     | Tempo    |
| ---- | --------------------------- | -------- |
| 1    | BMC Racing Team             | 1h03'29" |
| 2    | Orica-GreenEDGE             | a 32"    |
| 3    | Omega Pharma-Quickstep      | a 36"    |
| 4    | Team Sky                    | a 38"    |
| 5    | Tinkoff-Saxo                | a 47"    |
| 6    | Movistar Team               | a 52"    |
| 7    | Trek Factory Racing         | a 1'02"  |
| 8    | Team Giant-Shimano          | a 1'27"  |
| 9    | Cannondale Pro Cycling      | a 1'29"  |
| 10   | Garmin-Sharp                | a 1'45"  |
| 11   | FDJ.fr                      | a 2'05"  |
| 12   | Astana Pro Team             | a 2'13"  |
| 13   | Team Katusha                | a 2'15"  |
| 14   | Belkin Pro Cycling Team     | a 2'29"  |
| 15   | Lampre-Merida               | a 2'30"  |
| 16   | RusVelo                     | a 2'45"  |
| 17   | Topsport Vlaanderen-Baloise | a 2'46"  |
| 18   | CCC Polsat Polkowice        | a 3'37"  |
| 19   | Team Europcar               | a 3'52"  |
| 20   | AG2R La Mondiale            | a 4'06"  |
| 21   | Wanty-Groupe Gobert         | a 4'08"  |
| 22   | Lotto-Belisol               | a 4'12"  |
| 23   | Caja Rural-Seguros RGA      | a 4'30"  |
| 24   | Kolss Cycling Team          | a 4'58"  |
| 25   | MG.K Vis-Wilier             | a 5'37"  |
| 26   | Rabobank Development Team   | a 6'01"  |
| 27   | Adria Mobil                 | a 6'13"  |
| 28   | BDC Marcpol                 | a 6'52"  |
| 29   | Team Ecuador                | a 8'09"  |